# Temnosoma laevigatum
Temnosoma laevigatum är en biart som beskrevs av Smith 1879. Temnosoma laevigatum ingår i släktet Temnosoma och familjen vägbin. Inga underarter finns listade i Catalogue of Life.